# Mohammed Karim Lamrani
Pour les articles homonymes, voir Lamrani.
Mohammed Karim Lamrani (en arabe : محمد كريم العمراني), né le 1er mai 1919 à Fès et mort le 20 septembre 2018,, est un homme d'affaires et homme d'État marocain.  Directeur général de l'OCP, propriétaire du Groupe Safari, il a été le Premier ministre de six gouvernements du Maroc.
En 1996, il est considéré comme l'homme le plus riche du Maroc 

## Biographie

### Origines et études
Il est né en 1919 dans la ville de Fès.  
Il a 4 enfants. Sa fille Saïda Lamrani Karim dirige le groupe Safari.  
Son fils Hassan Lamrani, est marié avec la fille du Général Hosni Benslimane. 

### Carrière dans les affaires
En 1960, il entre au conseil d'administration de plusieurs grandes sociétés, telles que la Compagnie africaine des banques, les Charbonnages nord-africains, Royal Air-Maroc, la Banque marocaine du commerce extérieur et l'Union marocaine des banques.  
Il est élu vice-président de la Chambre de commerce de Casablanca en 1961, il en devient ensuite le président
Il devient secrétaire général de l'Office Chérifien des Phosphates (OCP), entreprise qui s'occupe de l'exploitation et de la vente des phosphates, première ressource minière du pays sous le mandat de Jacques André Bondon.
En mai 1967, Mohammed Karim Lamrani est nommé directeur de l'OCP.
La rumeur courait qu'il était si influent que la forme du siège de l'OCP représentait son nom avec la lettre "K"

### Carrière politique
Mohammed Karim Lamrani a été le Premier ministre pendant six gouvernements depuis l'indépendance, tous sous le règne de Hassan II.
- des 12e et 13e gouvernements (1971-1972)  ;
- des 18e, 19e, 20e et 21e gouvernements (1982-1994)[6].

En 1976, quelques mois après la Marche verte et les accords de Madrid, c’est lui que le souverain, inquiet des conséquences de la guerre avec le Polisario, envoie à Washington à la rencontre de Henry Kissinger
En 1983, il occupe le poste de ministre du programme d'ajustement structurel, chargé des négociations avec les institutions financières internationales.

### Retour dans les affaires
Lorsqu’il quitte la politique, au milieu des années 1990, c’est pour mieux se consacrer aux activités de sa Holding Safari, basée à Casablanca, présente dans la concession automobile, les engins agricoles, la métallurgie ou encore le textile. 
Karim Lamrani a financé la restauration complète du Fondouk Nejjarine.
Il a été le plus grand contributeur à la construction de la mosquée Hassan II avec 20 millions de dirhams, devant Moulay Ali Kettani,19 millions de dirhams et Hassan II 6 millions de dirhams.

## Controverses

### Pollution d'El Jadida
La Somadir, une société appartenant à Mohamed Karim Lamrani est accusée dans les années 90 de polluer la ville d'El Jadida 

### Affaire BMW
En 1995 éclate l'affaire BMW.  
Elle oppose deux familles fassies richissimes :  le groupe de Karim Lamrani contre le groupe de la famille Laraki. 
Le premier, ex-Premier ministre, est alors dirigeant de la Société méditerranéenne pour l’industrie automobile (SMEIA), qui a l'exclusivité des marques Rover et Land Rover au Maroc. La famille Laraki dirige Univers Motors, et dispose de l’exclusivité d’importation des produits BMW et Honda au Maroc.
Le bras de fer commence en 1994, lorsque BMW décide, après avoir acheté le groupe Rover, de réunir toutes ses marques chez un seul distributeur au Maroc. Formellement, le litige est banal. Cependant, l’identité des adversaires donne un caractère particulièrement symbolique au procès.  La société Allemande BMW étant partie prenante du conflit, le contentieux prend une dimension médiatique. 
Karim Lamrani souhaite que lui et sa fille obtiennent l'exclusivité de la distribution des BMW vendues au Maroc, ce que la famille Laraki refuse. Apres plusieurs  tentatives de conciliation, la justice est saisie plusieurs fois à coup d'appels et d'annulation de décisions. La presse s'en empare et dresse un portrait très dur de Karim Lamrani et de ses pratiques.
Le 31 janvier 1998, le rédacteur en chef de Maroc Hebdo affirme que Karim Lamrani aurait hurlé, fou de rage, en criant à l'adresse de Laraki: "Tu me parles de déontologie. Il n'y a pas de déontologie au Maroc. Tu lâches BMW un point c'est tout" avant de le menacer de prison .